# Andrea Elson
Andrea Hope Elson, nach Heirat Andrea „Annie“ Hopper (* 6. März 1969 in New York City, New York) ist eine US-amerikanische Schauspielerin, die durch die Rolle der Lynn Tanner in der US-Fernsehserie Alf bekannt wurde.

## Leben und Karriere
Elson spielte mit elf Jahren zum ersten Mal in dem Stück Alice im Wunderland. Als ihre Familie in San Diego wohnte, nahm sie ein Agent unter Vertrag. So wurde sie zu einem Vorsprechen für einen Werbespot eingeladen und erhielt die Rolle. 1983 spielte sie in der Serie Simon & Simon eine Gastrolle. Im selben Jahr erhielt sie ihre erste größere Rolle in der Serie Computer Kids. Von 1986 bis 1990 verkörperte sie in der Serie Alf die Familientochter Lynn Tanner. Danach spielte sie nur noch vereinzelt Gastrollen in Serien wie z. B. Parker Lewis und Eine schrecklich nette Familie und in einigen Filmen. Zuletzt moderierte sie eine Lifestyle-Show.
Während der Dreharbeiten zu Alf lernte sie den Produktionsassistenten Scott Hopper kennen, den sie 1993 heiratete und mit dem sie zwei Kinder, einen Sohn und eine Tochter, hat. Mit der Heirat nahm Elson den Nachnamen ihres Ehemannes an und nennt sich heute Annie. Sie lebt mit ihrem Ehemann in Kalifornien und betreibt dort ein Yoga-Studio.

## Filmografie (Auswahl)
- 1983: Simon & Simon (Fernsehserie, eine Folge)
- 1983–1984: Computer Kids (Whiz Kids, Fernsehserie, 18 Folgen)
- 1985: Silver Spoons (Fernsehserie, eine Folge)
- 1986–1990: ALF (Fernsehserie, 101 Folgen)
- 1989: Schüler, Shakespeare und Karibik (Class Cruise, Fernsehfilm)
- 1990: Wer ist hier der Boss? (Who’s the Boss?, Fernsehserie, eine Folge)
- 1990: Parker Lewis – Der Coole von der Schule (Parker Lewis Can’t Lose, Fernsehserie, eine Folge)
- 1990: They Came from Outer Space (Fernsehserie, eine Folge)
- 1991: Junge Schicksale (ABC Afterschool Specials, Fernsehserie, eine Folge)
- 1991: Paarweise glücklich (Married People, Fernsehserie, eine Folge)
- 1991: Party-Time mit Frankenstein (Frankenstein: The College Years, Fernsehfilm)
- 1993: Eine schrecklich nette Familie (Married with Children, Fernsehserie, eine Folge)
- 1994: Surgical Strike (Videospiel)
- 1994: Verrückt nach dir (Mad About You, Fernsehserie, eine Folge)
- 1996: Eine starke Familie (Step by Step, Fernsehserie, eine Folge)
- 1996: Kirk und die Chaos-Kids (Kirk, Fernsehserie, eine Folge)
- 1997: Der Mann an sich … (Men Behaving Badly, Fernsehserie, eine Folge)
- 1998: Schatten der Leidenschaft (The Young and the Restless, Fernsehserie)